# ロイ・ビリング
ロイ・ビリング（Roy Billing）は、ニュージーランド出身の俳優である。

## 出演作品

### 映画
- ナルニア国物語/第3章: アスラン王と魔法の島（のうなしあんよの頭）
- 愛しのアクアマリン（ボブおじいちゃん）
- ぼくとゾンビと秘密のハロウィン
- ダニーと秘密の魔法使い（チャーニー市長）
- 月のひつじ（ボブ・マッキンタイア）
- サイアム・サンセット（ビル）
- ノーサイド/25年目のスクラム
- ダイナマイトブラザース
- キャプテン・ブーリーの大冒険